# Thiomargarita namibiensis
Thiomargarita namibiensis (лат.) — вид морских грамотрицательных коккоидных бактерий из класса гамма-протеобактерий, обнаруженный в придонных осадках континентального шельфа Намибии. До открытия Thiomargarita magnifica, считалась крупнейшей из известных науке бактерий: диаметр Thiomargarita namibiensis, как правило, 0,1—0,3 мм (иногда до 0,75 мм), имеет шаровидную форму и видна невооружённым глазом.

## Этимология названия
Родовое название Thiomargarita образовано от др.-греч. theion — сера и лат. margarita — жемчужина. Оно связано с внешним видом клеток: клетки содержат микроскопические гранулы серы, которые преломляют свет и заставляют клетку сиять подобно жемчужине. Видовой эпитет лат. namibiensis означает «из Намибии».

## История открытия

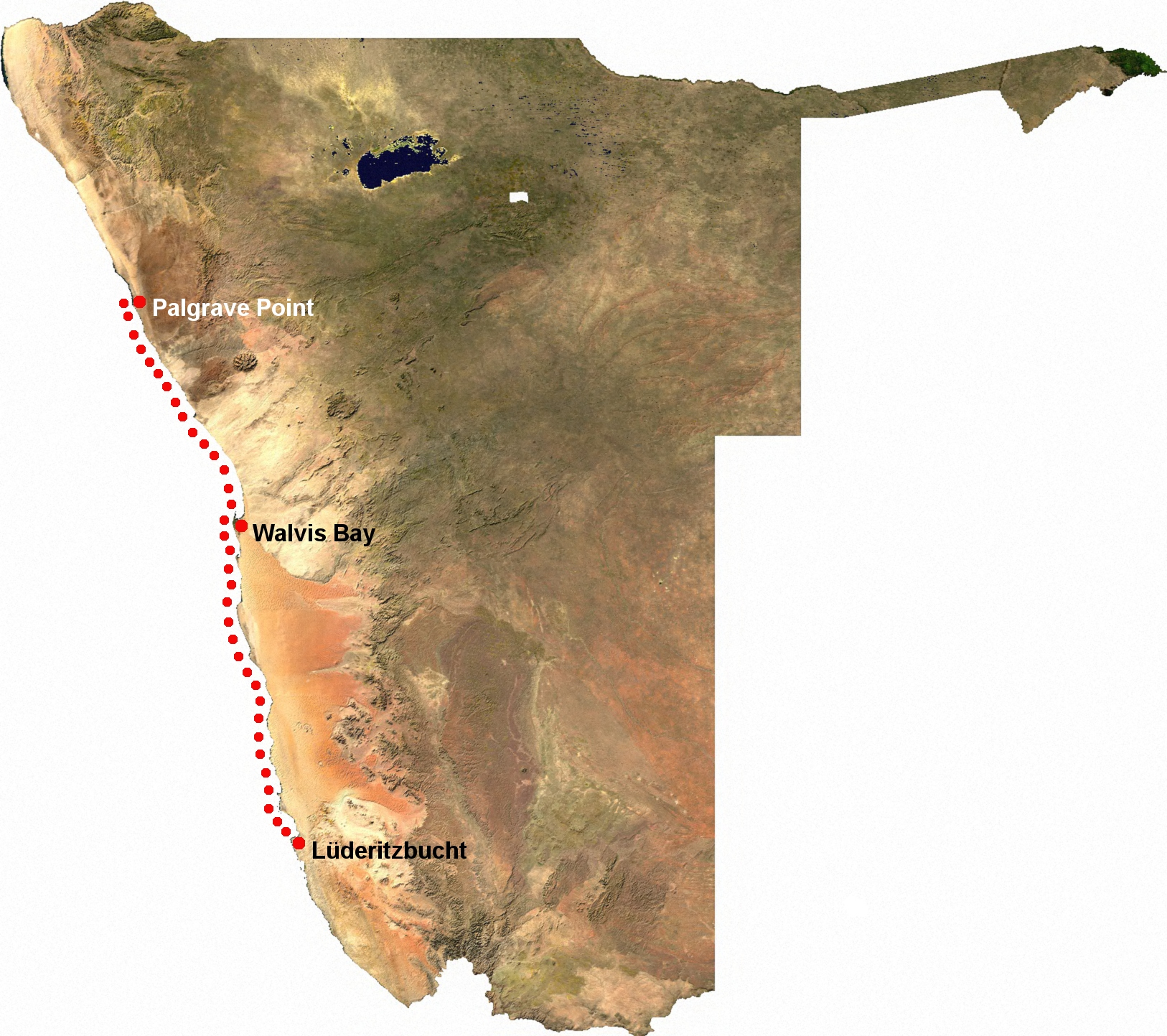
Распространение Thiomargarita namibiensis

Вид Thiomargarita namibiensis был открыт Хайде Шульц и коллегами в 1997 году в прибрежных донных осадках залива Уолфиш-Бей в Намибии, где они искали других недавно открытых бактерий, использующих сульфид — Thioploca и Beggiatoa. В 2005 году близкий штамм был описан в Мексиканском заливе. Помимо других отличий намибийского и мексиканского штамма, последний не делится вдоль единственной оси и не формирует цепочек клеток.

## Строение
Коккоидные клетки Thiomargarita namibiensis формируют цепочки хорошо отграниченных шарообразных (коккоидных) клеток, причём клетки неподвижны и делятся по единственной оси. В клетках имеются крупные нитрат-запасающие вакуоли, которые помогают бактерии переживать длительные периоды нехватки нитрата и сульфида. Благодаря наличию вакуолей клетки Thiomargarita namibiensis могут позволить себе вести неподвижный образ жизни в ожидании того, пока их не захлестнёт богатая нитратом вода. Благодаря этим вакуолям клетки и имеют такой внушительный размер, который раньше учёные считали недостижимым для бактерий. При таких размерах диффузия, обеспечивающая транспорт веществ внутри маленьких бактериальных клеток, невозможна. Однако у Thiomargarita namibiensis центральная часть клетки занята вакуолями, а цитоплазма оттеснена к периферии. 

## Метаболизм

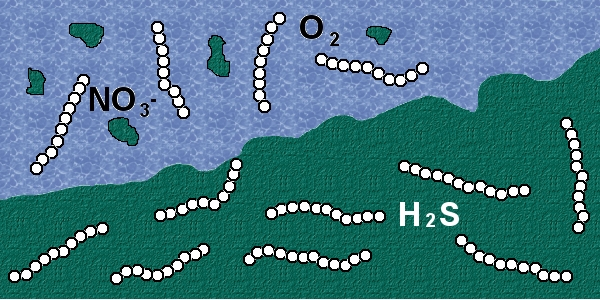
Thiomargarita namibiensis забирает нитрат и кислород из воды, а сульфид получает из донных осадков

Thiomargarita namibiensis — хемолитотрофная бактерия, которая может использовать нитрат как конечный акцептор электронов в электрон-транспортной цепи. Она окисляет сульфид (S2-), служащий донором электронов, до элементарной серы (S0), которая откладывается в периплазме в виде хорошо преломляющих свет матовых гранул, делающих клетку похожей на жемчужину. Общее уравнение окислительно-восстановительной реакции, протекающей в клетках Thiomargarita namibiensis:
{\displaystyle {\mathsf {HNO_{3}+4H_{2}S\longrightarrow NH_{4}OH+4S+2H_{2}O}}}
Сульфид поступает в клетку из окружающих донных осадков, куда его выделяют бактерии, разлагающие остатки оседающих на морское дно мёртвых микроскопических водорослей. Нитрат поступает из морской воды. Поскольку Thiomargarita namibiensis неподвижна и концентрация нитрата в окружающей воде значительно меняется, бактерия запасает нитрат в довольно высокой концентрации (до 0,8 М) в крупной вакуоли, составляющей до 80 % объёма бактериальной клетки. Когда нитрата в окружающей воде мало, бактерия использует его запасы из вакуоли, поэтому вакуоль увеличивает продолжительность жизни Thiomargarita namibiensis на сульфидных осадках. Неподвижность клеток бактерии компенсируется её большими размерами.
Показано, что Thiomargarita namibiensis — скорее факультативный анаэроб, чем облигатный анаэроб, поэтому в избытке кислорода может использовать его для дыхания.